# إدوارد سالزبوري دانا
إدوارد سالزبوري دانا (بالإنجليزية: Edward Salisbury Dana) (و. 1849 – 1935 م) هو فيزيائي، وأستاذ جامعي من الولايات المتحدة الأمريكية . ولد في نيو هيفن (كونيتيكت) . وكان عضواً في الأكاديمية الوطنية للعلوم، والأكاديمية الأمريكية للفنون والعلوم .
توفي في نيو هيفن (كونيتيكت)، عن عمر يناهز 86 عاماً.

## التعليم
تعلم في كلية ييل